# Michael Jurack
Michael Jurack (Straubing, 14 de febrero de 1979) es un deportista alemán que compitió en judo. Participó en los Juegos Olímpicos de Atenas 2004, obteniendo una medalla de bronce en la categoría de –100 kg.

## Palmarés internacional
| Juegos Olímpicos | Juegos Olímpicos | Juegos Olímpicos  | Juegos Olímpicos |
| Año              | Lugar            | Medalla           | Categoría        |
| ---------------- | ---------------- | ----------------- | ---------------- |
| 2004             | Atenas (Grecia)  | Medalla de bronce | –100 kg          |